# 祝瀛元
祝瀛元（？—？）字紫笙，顺天府大兴县（今北京市）人，清末民初官员。

## 生平
光绪三十三年（1907年），祝瀛元任農工商部左參议。宣统元年（1909年），署农工商部右丞。宣统元年五月，赏署农工商部右丞、左参议祝瀛元，候补三四品京堂、署农工商部左参议诚璋二等第二宝星。
宣统三年（1911年），袁世凯内阁成立，農工商部副大臣熙彥暫署大臣（大臣为張謇，未就任），農工商部左丞祝瀛元署副大臣。
1913年2月25日，祝瀛元出任安东关监督。1915年9月14日，祝瀛元接替黄瑞麒任闽海关监督，一直任至1917年10月14日被孙启泰取代。